# Lasila

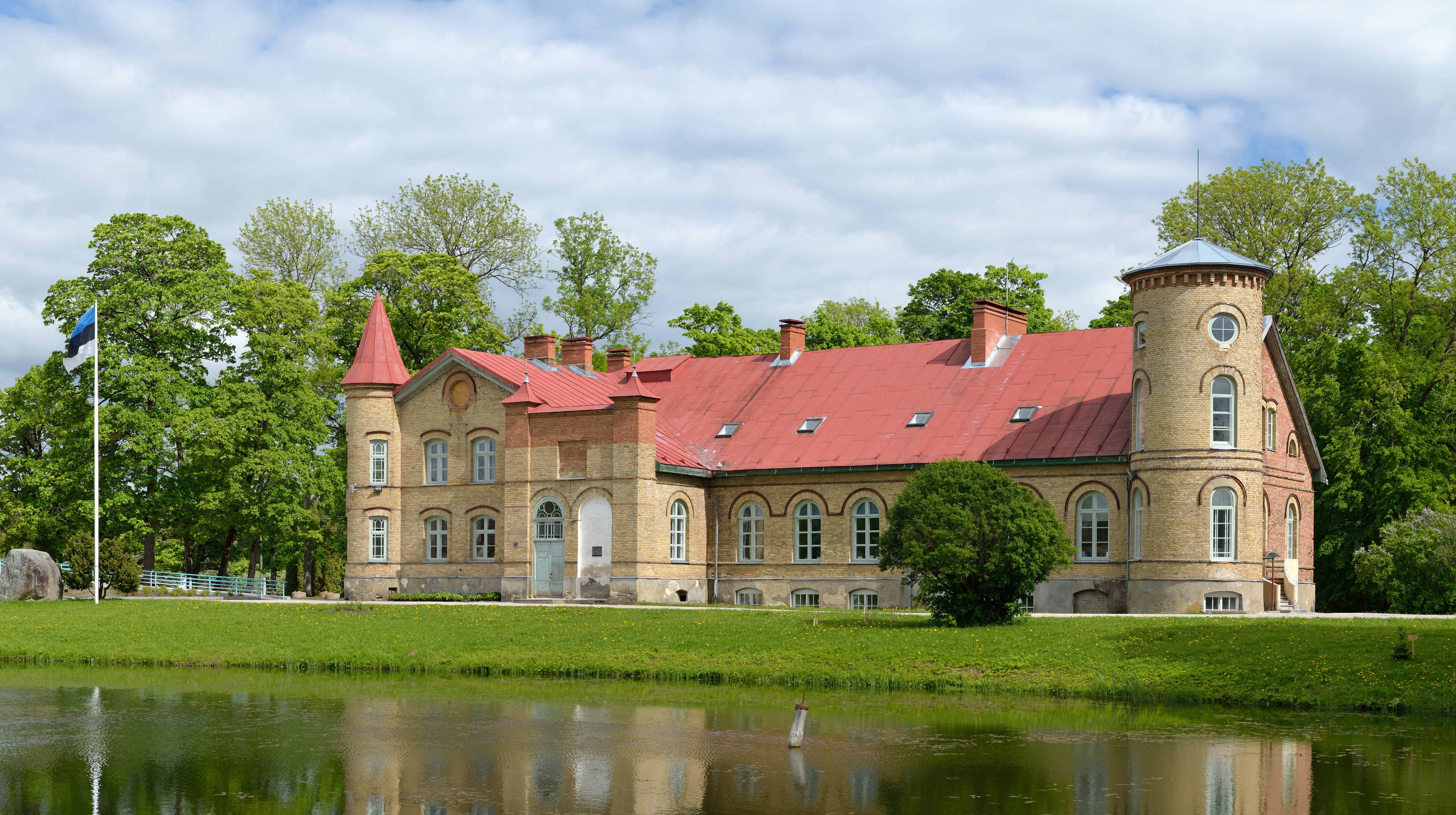
Le château ; abrite aujourd'hui l'école communale de Lasila.

Lasila (autrefois Lassila) est un village estonien appartenant à la commune de Rakvere dans le Virumaa occidental. Sa population est de 164 habitants. 
C'était autrefois le domaine du château de Lassila dont les derniers propriétaires avant les nationalisations de 1919 était la famille von Renteln. Le château abrite aujourd'hui l'école communale.